# لوسينة أدانسونية
لوسينة أدانسونية (الاسم العلمي:Lucina adansoni) هي نوع من الحيوانات تتبع جنس اللوسينة من فصيلة اللوسينات.